# 那賀町立木沢中学校
那賀町立木沢中学校（なかちょうりつ きさわちゅうがっこう）は、徳島県那賀郡那賀町（閉校当時は、木沢村）坂州高山平7-1にあった公立中学校。
生徒数の減少などの理由で2004年（平成16年）3月31日をもって休校し、同年4月1日に相生町立相生中学校（現・那賀町立相生中学校）に統合された。

## 概要
- 校舎は六角形の蜂の巣形校舎。
- 木沢村川成地区など遠隔地の生徒が寮生活をしていた。
- 現在、校舎は町営住宅になっている。運動場や体育館は残っている。

## 基礎データ
全校生徒数
- 21人（2001年（平成13年）当時）

全卒業生数　
- 1057人

最寄バス停

## 沿革
- 1964年（昭和39年）4月1日 - 木沢村立坂州中学校と木沢村立沢谷中学校を統合して木沢村立木沢中学校を創立。
- 2004年（平成16年）
  - 3月31日 - 生徒数の減少により休校。
  - 4月1日 - 相生町立相生中学校に併合された[1]。
  - 5月 - 休校式。